# Nie ma miłości bez zazdrości (utwór)
Nie ma miłości bez zazdrości − polska piosenka wykonywana przez Violettę Villas, będącą jednocześnie autorką jej tekstu i muzyki.

## Historia
Pierwsza wersja piosenki pochodziła z 1968 roku i nosiła tytuł „Puste jest życie bez miłości”. Artystka po raz pierwszy zaprezentowała ją w programie telewizyjnym Małżeństwo doskonałe. W 1970, już pod tytułem „Nie ma miłości bez zazdrości”, utwór wszedł w skład recitalu telewizyjnego „Śpiewa Violetta Villas”.
Piosenka została wydana na płycie „Nie ma miłości bez zazdrości” w 1977 roku oraz na później wydanych kompilacjach. Cover w wykonaniu Weroniki Korthals ukazał się na płycie „Na wiedno”, wydanej w 2009 roku.